# Alinyà

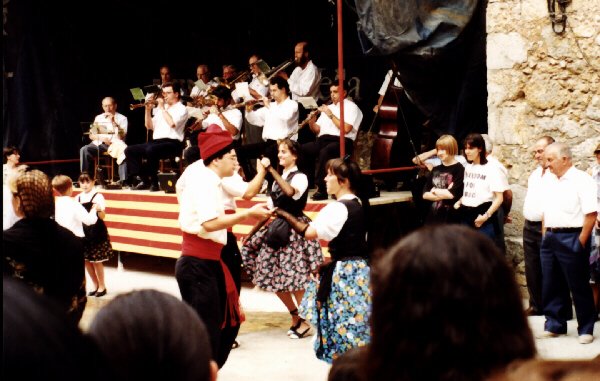
Ballada del Ball Pla, l'any 1996

Alinyà és un nucli de població del municipi de Fígols i Alinyà, a l'Alt Urgell. Actualment té un total de 70 habitants i el 1991 n'havia arribat a tenir 104, 64 dels quals disseminats. El poble es troba a 958 metres d'altitud a la dreta del riu Perles, prop de la seva formació per la confluència dels torrents de Vall-Llonga i de l'Alzina. Al centre del poble s'hi pot trobar l'església parroquial de Sant Esteve, d'estil romànic. L'església fou consagrada pel bisbe Guillem d'Urgell el 1057.
L'origen del topònim és romà, en l'acta de consagració de la Catedral d'Urgell, constava com Helinniano. Al poble hi havia hagut el castell d'Alinyà que pertangué als Cardona, primer Vescomtat de Cardona, posteriorment comtat de Cardona i finalment ducat de Cardona, dins la Batllia de Solsona.
Alinyà havia estat el cap del seu propi municipi que incloïa l'Alzina d'Alinyà, i Perles, els llogarets de Llobera i de les Sorts, els veïnats de la Vall del Mig i la Vall Baixa i la capella de Sant Ponç d'Alinyà. El municipi va ser annexat el 1972 a Fígols d'Organyà, cap municipal de l'actual municipi de Fígols i Alinyà.

## Ball Pla d'Alinyà
D'uns anys ençà, s'ha recuperat el Ball Pla d'Alinyà que es balla per la festa major el dia 10 d'agost. És una dansa de parelles tradicional que es pot definir com a ball de gala i de tall noble. La seva música, de ritme ternari, marca dos temes diferenciats: el primer o de passeig i un segon que és el ball pròpiament dit.